# Kavir-e Mejkan
Kavir-e Mejkan (perz. کویر میقان, ili Kavir-e Mikan) je slano jezero u središnjem Iranu, na jugu pokrajine Markazi. Smješteno je približno 17 km sjeveroistočno od Araka na nadmorskoj visini od 1657 m. Jezero ima površinu od 106,4 km², dubinu do 1,4 m i zapremninu od 74,5 milijuna m³, no navedene vrijednosti mogu bitno oscilirati ovisno o godišnjem dobu ili sušama zbog kojih ponekad potpuno ishlapi. Vodom se napaja pomoću padalina i nekoliko manjih pritoka, a u širem hidrološkom smislu pripada unutrašnjem slijevu Namaka.

## Zemljopis
Kavir-e Mejkan se nalazi na sjeverozapadu Iranske visoravni odnosno na jugu prostrane Farmahinske kotline koja se usporedno sa Zagrosom pruža u smjeru sjeverozapad-jugoistok. Kotlina pripada geološkoj zoni koja se proteže od Sanandadža do Sirdžana, oblikovana je tijekom fanerozoika (uglavnom mezozoika), a stratigrafski se sastoji uglavnom od metamorfnih i intruzivnih stijena. Samo jezero položeno je na aluvijalnoj ravni koja se tisućljećima oblikovala nanosima lokalnih vodotoka, osobito prilikom posljednjeg ledenog doba kada je količina padalina bila 48,4% veća odnosno prosječna temperatura 5,6°C niža u odnosu na današnju. Kavir-e Mejkan je trokutastog oblika i proteže se duljinom od 17 km i širinom od 8,5 km, a litoralni pojas prema svim stranama izrazito je blagog nagiba i kreće se oko 0,1%. Budući da je okolno tlo pogodno za ratarstvo, na jezerskim obalama ili u njegovoj neposrednoj blizini nalazi se niz ruralnih naselja kao što su Mejkan, Rahzan i Taramazd na zapadu i De-je Namak na sjeveroistoku. Najbliži veći gradovi koji gravitiraju jezeru su Davudabad (4,5 km sjeveroistočno) i Arak (17 km jugozapadno). Neposredno uz južnu obalu Kavir-e Mejkana nalazi se Zračna luka Arak i niz industrijskih objekata. Od najveće gospodarske važnosti su dvije solane od kojih je jedna izrađena u središtu samog jezera i povezana je s obalom cestom duljine 4,0 km. 

## Hidrologija
Kavir-e Mejkan se tradicionalno klasificira pod slijev Namaka, no jezero zapravo predstavlja odvojen slijev veće nadmorske visine i drugačije klime. Planinski vrhovi na sjeveru i istoku predstavljaju razvodnice koje ga odvajaju od porječja Rud-e Kara-Čaja odnosno Kom-Ruda koji pritječu Namaku, dok ga Zagros na zapadu odvaja od slijeva Perzijskog zaljeva. Slijevu Kavir-e Mejkana pripada i Kadir, malo jezero smješteno približno 30 km sjeveroistočno podno padina Kuh-e Mahura na +147 m većoj nadmorskoj visini. Uz uže područje Kavir-e Mejkana kojim prevladava hladna stepska klima (BSk), područje slijeva također obuhvaća jugozapadni pojas sredozemne klime s proljetnim kišama (Csa) koji se proteže uz podnožja planina, te izolirana područja snježno-šumske klime (Dsa) koji obuhvaćaju planinske predjele s nadmorskom visinom iznad 2000 m. Prema podatcima meteorološke stanice iz Araka, prosječna temperatura iznosi 13,65°C uz količinu padalina od 250−350 mm godišnje. Jezero se vodom napaja prvenstveno pomoću Kahriz-Ruda koji mu pritječe sa sjevera, dok mu na ostalim stranama pritječe i niz manjih pritoka. Kavir-e Mejkan ima izrazito visok stupanj saliniteta koji se kreće do 9,6%.

## Flora i fauna
Flora i fauna Kavir-e Mejkana uvjetovani su klimom i visokim stupnjem saliniteta, ali i ljudskim djelovanjem koje ima i pozitivne i negativne posljedice. Usprkos blizini suvremenih industrijskih zona, najveći stupanj bioraznolikosti je na jugozapadu gdje se nalazi gusto močvarno područje u kojem prevladavaju šiljevi Cyperus eremicus. Njima se hrani više vrsta ptica selica među kojima su najzastupljeniji sivi ždralovi (Grus grus). Njihov prosječni broj je 5000, a tijekom jeseni i zime penje se i do 11.000. Ostale vrste ptica koje posjećuju jezero u stotinama ili tisućama parova uključuju divlju patku, sivu gusku i crnu lisku. Do 1999. godine vegetacija jezera u potpunosti je ovisila o oscilirajućem sezonskom istjeku pritoka, no nakon izgradnje postrojenja za pročišćavanje otpadnih voda kod Araka jezero je počelo dobivati velike količine vode što u konačnici rezultiralo i bujanjem flore odnosno faune. Negativan ljudski utjecaj na bioraznolikost jezera su razvoj industrije i lov na ptice. Uz Urmiju i Maharlu, Kavir-e Mejkan predstavlja jezero najbogatije artemijom.

## Poveznice
- Zemljopis Irana
- Popis iranskih jezera